# Ріно Маркезі
Ріно Маркезі (італ. Rino Marchesi, нар. 11 червня 1937, Сан-Джуліано-Міланезе) — італійський футболіст, що грав на позиції захисника та півзахисника. По завершенні ігрової кар'єри — футбольний тренер.
Найбільших досягнень здобув виступаючи за «Фіорентину», з якою став дворазовим володарем Кубка Італії, а також володарем Кубка Кубків УЄФА та Кубка Мітропи. Крім того, провів два матчі за національну збірну Італії.

## Клубна кар'єра
Народився 11 червня 1937 року в місті Сан-Джуліано-Міланезе. Вихованець футбольної школи клубу «Аталанта».
У дорослому футболі дебютував 1956 року виступами за команду «Фанфулла», в якій провів один сезон.

Ріно Маркезі під час виступів за «Фіорентину»

Протягом 1957—1960 років захищав кольори команди клубу «Аталанта», з якою встиг вилетіти до Серії Б, виграти її і повернутись назад.
Своєю грою привернув увагу представників тренерського штабу «Фіорентини», до складу якої приєднався влітку 1960 року. Відіграв за «фіалок» наступні шість сезонів своєї ігрової кар'єри. Більшість часу, проведеного у складі «Фіорентини», був основним гравцем команди. За цей час двічі виборював титул володаря Кубка Італії, ставав володарем Кубка Кубків УЄФА та володарем Кубка Мітропи.
Влітку 1966 року уклав контракт з «Лаціо», у складі якого провів наступні п'ять років своєї кар'єри гравця. Граючи у складі «Лаціо» також здебільшого виходив на поле в основному складі команди та у сезоні 1968/69 вдруге у своїй кар'єрі виграв Серію Б.
Завершив професійну ігрову кар'єру у клубі «Прато» з Серії С, за який виступав протягом 1971—1973 років.

## Виступи за збірну
15 червня 1961 року дебютував в офіційних матчах у складі національної збірної Італії у грі проти збірної Аргентини, Італія тоді здобула перемогу з рахунком 4:1. 5 травня наступного року зіграв ще в одному товариському матчі національної збірної проти збірної Франції (2:1), яка стала для нього останньою.

## Кар'єра тренера
Розпочав тренерську кар'єру відразу ж по завершенні кар'єри гравця, 1973 року, очоливши тренерський штаб клубу «Монтеваркі».
Надалі очолював команди клубів «Мантова», «Тернана» та «Авелліно».
1980 року очолив «Наполі» де провів три роки, після чого став тренером «Інтернаціонале», але незабаром повернувся в «Наполі» і ледь не виграв чемпіонат. Саме при ньому був підписаний Дієго Марадона з «Барселони», який став на той момент найдорожчим трансфером в історії.
В сезоні 1985/86 тренував скромний «Комо» і вивів його на дев'яте місце в Серії А, після чого був запрошений до «Ювентуса». Сезон 1986/87 був в цілому непоганим, в лізі команда завершила другою, поступившись лише тому самому «Наполі» Марадони. У Лізі Чемпіонів програла «Реалу» лише у серії післяматчевих пенальті. Але при Маркезі «Юве» грав в нудний футбол, до того ж Мішель Платіні проводив свій останній сезон у великому футболі та грав погано. У результаті клуб залишився без титулів вперше за останні чотири роки. А наступний сезон став ще гіршим — в лізі туринці стали лише шостими (найгірший результат за останні 30 років). Команда потребувала перебудови, але замість покупки серії гравців величезні гроші були викладені за валлійського форварда Іана Раша, який відіграв слабко і вже через рік повернувся до Британії. Команда грала в оборонний футбол, забивши лише 35 м'ячів у 30 матчах. По закінченню чергового безтитульного сезону Маркезі був звільнений.
Надалі він тренував лише середняків і аутсайдерів Серії А, а потім і команди нижчих дивізіонів — «Удінезе», «Венецію» та СПАЛ.
Останнім місцем тренерської роботи був клуб «Лечче», команду якого Ріно Маркезі очолював як головний тренер до 1994 року.

## Титули та досягнення
- Володар Кубка Італії (1):

«Фіорентіна»: 1960–61, 1965–66
- Володар Кубка Кубків УЄФА (1):

«Фіорентіна»: 1960–61
- Володар Кубка Мітропи (1):

«Фіорентіна»: 1966
| Дата       | Місто     | Господарі | Результат | Гості     | Турнір           | Голи | Примітки |
| ---------- | --------- | --------- | --------- | --------- | ---------------- | ---- | -------- |
| 15/06/1961 | Флоренція | Італія    | 4 – 1     | Аргентина | товариський матч | -    |          |
| 05/05/1962 | Флоренція | Італія    | 2 – 1     | Франція   | товариський матч | -    |          |
| Усього     |           | Матчів    | 2         |           | Голів            | 0    |          |